# Коклуа
Коклуа́ (фр. Coclois) — коммуна во Франции, находится в регионе Шампань — Арденны. Департамент — Об. Входит в состав кантона Рамрюпт. Округ коммуны — Труа.
Код INSEE коммуны — 10101.
Коммуна расположена приблизительно в 155 км к востоку от Парижа, в 55 км южнее Шалон-ан-Шампани, в 28 км к северо-востоку от Труа.

## Население
Население коммуны на 2008 год составляло 192 человека.
| 1962 | 1968 | 1975 | 1982 | 1990 | 1999 | 2008 |
| ---- | ---- | ---- | ---- | ---- | ---- | ---- |
| 92   | 125  | 127  | 122  | 123  | 143  | 192  |

## Экономика

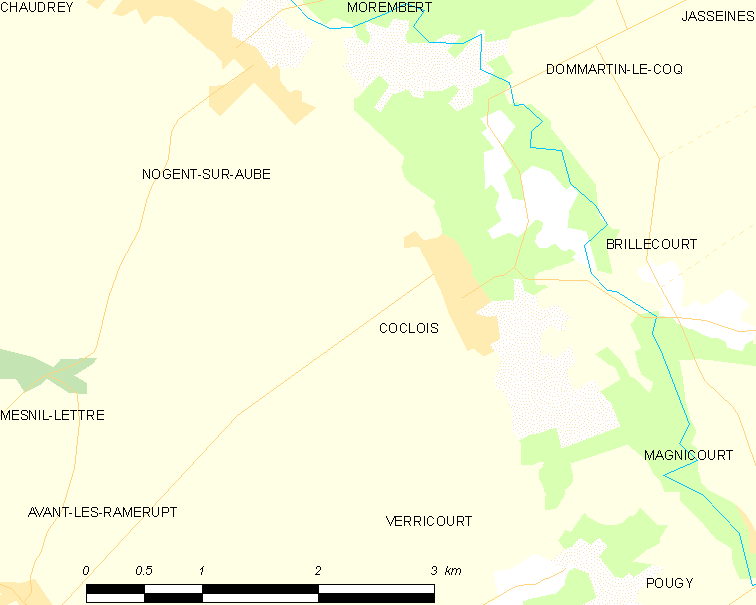
Карта коммуны

В 2007 году среди 106 человек в трудоспособном возрасте (15—64 лет) 83 были экономически активными, 23 — неактивными (показатель активности — 78,3 %, в 1999 году было 69,5 %). Из 83 активных работали 76 человек (41 мужчина и 35 женщин), безработных было 7 (2 мужчины и 5 женщин). Среди 23 неактивных 9 человек были учениками или студентами, 6 — пенсионерами, 8 были неактивными по другим причинам.

## Достопримечательности
- Церковь Сен-Морис (XVI век). Памятник истории с 1926 года[3]